# 奇利翁
奇利翁，是西班牙卡斯蒂利亚-拉曼恰雷阿尔城省的一个市镇。 总面积208平方公里，总人口2275人（2001年），人口密度11人/平方公里。